# Hamadryas chloe
Hamadryas chloe (identificada por Caspar Stoll em 1787) é uma borboleta neotropical do gênero Hamadryas, caracterizada por hábitos bastante peculiares no adulto, com a emissão de ruídos que parecem o frigir de bacon, quando alçam voo.
Pertence à família Nymphalidae, e é encontrada na América do Sul no Suriname, Peru, Colômbia, Bolívia, e Brasil.

## Subespécies
- Hamadryas chloe chloe (Suriname, Peru, Colômbia)
- Hamadryas chloe daphnis (Peru, Bolívia)
- Hamadryas chloe rhea (Brasil)
- Hamadryas chloe obidona (Brasil, Fruhstorfer, 1914) [3]